# Scholtz 22
A Scholtz 22 egy egyárbócos, tőkesúlyos, négyszemélyes vitorlás hajó. Tervezője Peredi Zoltán. A Scholtz család tulajdonában levő hajmáskéri Style Jacht Kft. építi.
A 22 lábas, azaz 6,8 m hosszú, üvegszál-műgyanta kompozit építésű hajó 3 változatban, racing, day-sailer és touring kivitelben készül. Mindhárom kivitel alsóhéja azonos, eltérés a felsőhéj kialakításában és a szerelvényezésben van. A hajó túrázásra és versenyzésre egyaránt alkalmas. Tömege kicsi, a racing változat esetében 730 kg. A könnyű, modern vonalvezetésű test az összesen 80 m² vitorlafelülettel méretéhez képest rendkívül gyors, könnyen siklásba hozható, főleg bőszélben képes nagy sebességre. A széles, aránylag rövid és lapos forma miatt nagy hullámzásban cirkálóteljesítménye nem kiemelkedő. Egyszerű felszerelése és kis mérete miatt könnyen kezelhető, olcsón fenntartható vitorlás. Egyszerűsége és viszonylagos olcsósága mellett nagyon jó teljesítményre képes, élvezetes vitorlásélményt kínál versenyen és túrán egyaránt, így a Balatonon meglehetősen népszerű. 2010-ig közel 150 db készült belőle.
Vitorlázata nagyvitorlából, orrvitorlából és a bőszeles szakaszokon használható aszimmetrikus spinakkerből (genakker, bliszter) áll. A bőszeles vitorla méretének maximalizálása érdekében a hajó 1,5 m hosszú orrsudárral rendelkezhet. A felsorolt vitorlákon kívül használható a szintén az orrsudárra húzható "rongyoló", reacher is. 
Tőkesúlya egyes változatoknál felhúzható.
Kormánya szabad, fartükörre függesztett.
A három változat azonos alsóhéja és szinte azonos vitorlázó tulajdonságai miatt együtt versenyez.
A Scholtz 22-es flotta 1999-től Magyarországon önálló One Design versenyosztály. Az osztálynak jelenleg 58 tagja van. Több neves vitorlázó, köztük Fa Nándor is versenyzett Scholtz 22-el.

## Versenyek
Az osztály magyar bajnokai:
| Év    | Hajó     | Kormányos             | Egyesület                |
| ----- | -------- | --------------------- | ------------------------ |
| 2013. | Breki    | Bagi Eszter           | Túravitorlás Sport Klub  |
| 2012. | Csupasz  | Belle Örs             | Principessa Yacht Club   |
| 2011. | Csupasz  | Belle Örs             | Balatonfüredi Yacht Club |
| 2010. | Csupasz  | Belle Örs             | Balatonfüredi Yacht Club |
| 2009. | Csupasz  | Belle Örs             | Balatonfüredi Yacht Club |
| 2008. | Csupasz  | Belle Örs             | Balatonfüredi Yacht Club |
| 2007. | Csupasz  | Nagy R. Attila        | Balatonfüredi Yacht Club |
| 2006. | Metálka  | Belle Örs             | Balatonfüredi Yacht Club |
| 2005. | Metálka  | Belle Örs             | Balatonfüredi Yacht Club |
| 2004. | Aventúra | Rauschenberger Miklós | Balatonfüredi Yacht Club |
| 2003. | Metálka  | Ifj. Scholtz Imre     | Balatonfüredi Yacht Club |